# كوسكي أوكانو
كوسكي أوكانو (岡野浩介 أوكانو كوسكي) هو مؤدي أصوات ياباني ولد في 14 أكتوبر 1969 في طوكيو.

## أدواره في الأنمي

### مسلسلات أنمي تلفزيونية
- شعلة ريكا - ريكا هانابيشي
- خيميائي الفولاذ - راسل ترينغهام
- جنود السايبورغ - ياسو
- غريت تيتشر أونيزوكا - نوبورو يوشيكاوا، إيتشيرو أوكينوشيما
- غوست هنت - أوسامو ياسوهارا
- إينيشال دي - كينتا ناكامورا
- إينيشال دي Second Stage - كينتا ناكامورا
- إينيشال دي Fourth Stage - كينتا ناكامورا
- إينيشال دي Fifth Stage - كينتا ناكامورا
- كرغل منزل يوشيناغا - كيلب
- ناروتو شيبودن - تسوكادو
- توغاينو نو تشي - أربيترو
- ماغي: The Labyrinth of Magic - بودل
- رايف - سوليه، هيبي
- الشظية القرمزية - ماهيرو أتوري
- توتيمو! لاكي مان - سبيد مان

### أفلام أنمي
- إينيشال دي Third Stage - كينتا ناكامورا

## أدواره في الدبلجة اليابانية
- ترانسفورمرز أنيميتد - هنري ماسترسون، هوت شوت
- أتوميك بيتي - سباركي
- مختبر دكستر - ميجر غلوري

## وصلات خارجية
- كوسكي أوكانو على موقع IMDb (الإنجليزية)
- كوسكي أوكانو على موقع قاعدة بيانات الفيلم (الإنجليزية)
- كوسكي أوكانو على موقع كينوبويسك (الروسية)
- كوسكي أوكانو على موقع ANN person (الإنجليزية)